# Ernesto Macías Tovar
Ernesto Macías Tovar (Garzón, Huila, 29 de junio de 1955) es un político y comunicador social colombiano.
Fue concejal de Garzón entre 1980 y 1982. En las elecciones legislativas de 2014 fue elegido senador de la República por el Centro Democrático, en este cargo se posesionó el 20 de julio de 2014. Fue Presidente del Senado de la República de 2018 a 2019.

## Biografía
Ernesto Macías se graduó como comunicador social de la Universidad Cooperativa de Colombia en 2008, fue director de noticias de la cadena radial del Huila, y luego gerente y editor general del Diario del Huila entre 2004 y 2006. Macias Tovar fue columnista del periódico El Espectador hasta el año 2013. En el gobierno de Álvaro Uribe Vélez fue asesor de la entonces ministra de comunicaciones María del Rosario Guerra. Fue en varias ocasiones gobernador encargado del Departamento del Huila.

## Trayectoria política
Alcalde designado de Altamira - Huila en el año 1980, pasó por el concejo del municipio de Garzón, y continuó su carrera política como diputado y secretario general de la Asamblea del departamento del Huila entre los años 1987 y 1988. En la Gobernación del Huila fue secretario, asesor y mandatario delegado. En la campaña presidencial del 2010 hizo parte del grupo de comunicaciones de la campaña presidencial de Juan Manuel Santos. 
Para las elecciones legislativas de 2014, Macías Tovar formó parte de la lista cerrada al Senado de la República del movimiento político Centro Democrático, encabezada por el expresidente Álvaro Uribe. Este partido y el senador Macías han hecho una fuerte oposición a los diálogos de paz que se adelantaron en La Habana, Cuba, entre el Estado colombiano y las FARC- EP. 
Macías ocupó el renglón número quince de dicha lista y resultó elegido senador para el periodo 2014-2018. Tomó posesión de su cargo el 20 de julio de 2014. El 20 de julio de 2018 fue elegido presidente de la Cámara Alta del Congreso de la República de Colombia.
Ante la Comisión de Acusación e Investigaciones de la Cámara de Representantes, Ernesto Macías denunció el desembolso de más de $3 billones de pesos por parte del presidente Juan Manuel Santos bajo la figura de cupos indicativos que según Macias, no son otra cosa que los mal llamados auxilios parlamentarios que la Corte Constitucional abolió de la Constitución política de 1991.

## Controversias

### Título de bachiller
En 2017 se puso en duda su formación académica por inconsistencias con el origen de su título de bachiller, debido a que las instituciones educativas en las que cursó no lo reportaban en su lista de bachilleres; la situación fue escalada a la corte suprema de justicia. Macías tuvo que acudir ante la corte suprema a presentar el título de bachiller que tuvo que validar ante el ICFES en 1996, teniendo aproximadamente 41 años, ya que afirma haber descuidado sus estudios al momento de entrar al mundo de la política.

### Discurso en la Posesión del Presidente Iván Duque
El discurso del presidente del Senado, Ernesto Macías, cargado de ataques al gobierno Santos, desató una avalancha de opiniones en las redes sociales desde donde fue calificado de vergonzoso y se reclamó mesura y reconciliación.
Por el contrario, algunos columnistas como Rafael Gómez Martínez consideran que el senador Macías se quedó corto en la calificación a la gestión del Gobierno Santos: “Fue un discurso vigoroso, lleno de valor, que permitió mostrar una realidad que el país no quiere ver. O, que por lo menos la mitad del país que apoyó al gobierno corrupto y amoral de Juan Manuel Santos no quiere aceptar, ni reconocer.”